# Ouverture Cockaigne

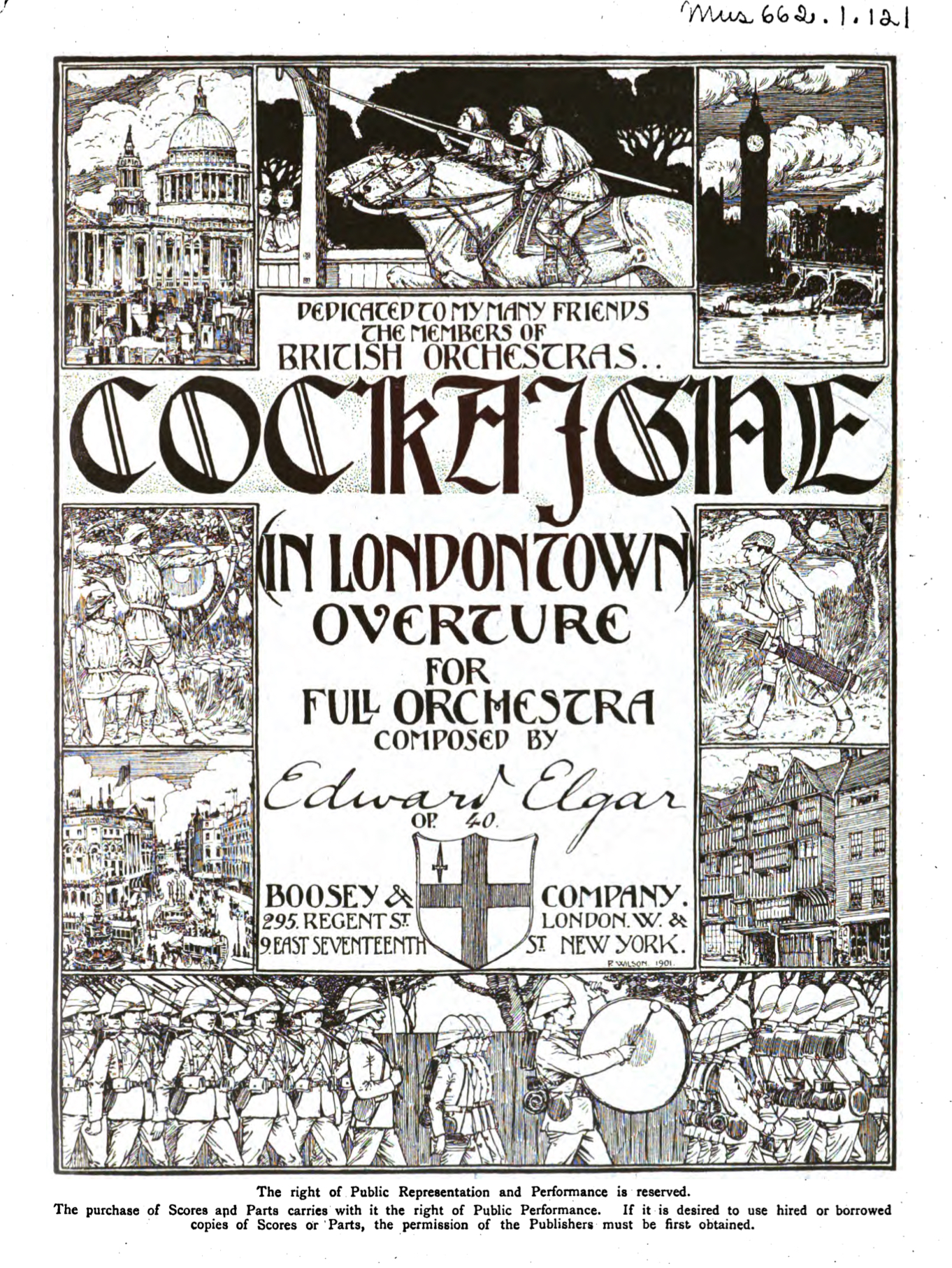
Couverture de Cockaigne (In London Town) par Edward Elgar

Cockaigne, ouverture de concert op. 40 est une œuvre orchestrale écrite par Edward Elgar en 1901.
Elle décrit musicalement une place londonienne idéalisée, avec ses amoureux, le passage d'un fanfare. Elle est sous-titrée d'ailleurs Dans la ville de Londres et Elgar reconnaît lui-même qu'il a puisé son inspiration dans le pays légendaire de Cocagne.
Elle est contemporaine de ses Pomp and Circumstance, sa partition orchestrale la plus connue avec ses Variations Enigma. Elle a été créée le 20 juin 1901 à Londres sous la direction du compositeur. 
George Bernard Shaw en a fait l'éloge, le comparant au prélude des Maîtres chanteurs de Nuremberg de Richard Wagner.
L'œuvre est d'une seule pièce et sa durée d'exécution demande environ un quart d'heure. 